# Atari Jaguar
L'Atari Jaguar è una console per videogiochi da tavolo introdotta nel novembre 1993 dalla Atari.
Presentata come una potente piattaforma di nuova generazione, è stata spesso definita come "Il primo sistema a 64 bit"; il fatto che fosse effettivamente a 64 bit venne contestato dai media, ma dal punto di vista di alcuni sviluppatori esperti sarebbe corretto. La console si dimostrò tuttavia un flop commerciale, decretando definitivamente il ritiro dal mercato delle console da parte di Atari.

## Storia

### Progettazione
Nel 1989 la Flare Technology, un'azienda creata da Martin Brennan e John Mathieson con i finanziamenti di Atari, affermò di poter costruire una console non solo superiore al PC Engine, ma anche economica. Impressionata dal lavoro fatto sulla Konix Multisystem, una console che stava sviluppando insieme al produttore di joystick Konix, Atari strinse subito un accordo con Flare per lavorare a una propria console.
Il progetto però si sdoppiò: da una parte c'era chi voleva una console 16 bit, capace di elaborare il miglior 2D possibile, dall'altra invece c'era chi desiderava una macchina di 32 bit, con supporto al 3D. Atari decise di lavorare ad entrambe: "Panther", prevista per il 1990 e "Jaguar", da lanciare nel 1993. L'intenzione era quella di proporre un'ottima console a 16 bit e nel frattempo avvantaggiarsi sulla concorrenza, lavorando già alla successiva generazione.
La situazione della compagnia in quel periodo però minò i piani. Gli sforzi economici e commerciali atti a fronteggiare Nintendo non davano frutti. La strategia di proporre tre macchine per coprire ogni fascia di mercato (7800, XEGS e 2600 Jr.) si rivelava giorno dopo giorno un insuccesso costante. Il NES controllava da solo l'80% del mercato, mentre Atari (sommando i dati di vendita dei tre sistemi) raggiungeva in quel tempo solo il 12%.
I lavori su Panther e Jaguar subirono così bruschi rallentamenti in favore invece di maggiori fondi ed attenzioni ad un altro progetto su cui Atari scommetteva molto: il Lynx. Se infatti il mercato casalingo pareva inesorabilmente dominato dalla casa giapponese, la società di Tramiel puntava ad aprire quasi da sola un nuovo mercato: quello delle console portatili. Così facendo si arrivò al 1990, anno fissato come finestra di lancio del Panther, con un progetto ancora molto immaturo. 
Intanto Atari si rese conto che il treno delle console di quarta generazione era già partito. Sega, con il Mega Drive, aveva aggredito il mercato in modo efficace ed intelligente. Inoltre NEC e Hudson Soft risultavano temibili concorrenti grazie al loro TurboGrafx-16. Dal canto suo Nintendo aveva lanciato il Super Famicom in Giappone, annunciando un imminente sbarco americano. La società si trovava dunque con una macchina ancora da perfezionare e non ancora sul mercato ma con già molte temibili concorrenti contro cui competere sarebbe stato quasi impossibile. 
Si decise allora alla fine del 1990 di abbandonare il progetto e riavviare invece gli studi e i lavori per una macchina a 32 bit: il progetto Jaguar. Questo progetto, a differenza del Panther che era stato solo rallentato, era stato completamente bloccato ed interrotto pochi mesi dopo la sua partenza. Ripartiti gli sforzi sul Jaguar, Atari dovette però affrontare nuovi rallentamenti dovuti per lo più alla crisi economica legata al calo delle vendite degli home computer XE (messi poi fuori produzione nel 1992) ed ST (dismessi nel 1993) oltre che alle inaspettate difficoltà riscontrate dal Lynx ad imporsi a causa del prezzo, dell'autonomia e dei suoi concorrenti Game Boy e Game Gear. 
I lavori procedettero perciò a singhiozzo negli anni successivi a causa delle finanze sempre più risicate della compagnia e ad iniziative commerciali come il Lynx II. Alla fine del 1992 la console era ancora molto acerba ma Atari, spaventata dall'idea che il progetto 3DO di Trip Hawkins potesse uscire prima del Jaguar (privando Atari del vantaggio temporale rispetto alla concorrenza), accelerò lo sviluppo del sistema che però in quello stato risultava più un ibrido tra 16 e 32 bit piuttosto che un vero e proprio 32 bit. Riutilizzando dunque alcuni schemi del defunto Panther, si procedette alla diffusione dei kit di sviluppo alle varie software house.
Paradossalmente, un errore piuttosto importante non venne mai risolto: la console necessitava di una cartuccia già inserita per l'accensione, altrimenti essa non avrebbe mai funzionato.

### Lancio sul mercato e insuccesso
La macchina fu così messa in commercio nel novembre 1993 ad un prezzo di vendita di $249,99, sotto un accordo di produzione da 500 milioni di dollari con IBM. Il sistema fu inizialmente venduto solo a New York City e nella Baia di San Francisco. Il lancio nazionale statunitense seguì nei primi mesi del 1994.
I problemi arrivarono sin da subito. Il 3DO di Trip Hawkins aveva già fatto il suo debutto durante l'estate 1993 e ciò creò non pochi problemi. Anch'esso a 32 bit, era però in grado di renderizzare molti più poligoni rispetto al Jaguar, che in compenso aveva una velocità di calcolo superiore. Per enfatizzare ciò, il Jaguar fu pubblicizzato come hardware a 64 bit, dal valore d'ampiezza del suo bus dati.
Il sistema fu venduto con lo slogan "Do the Math", cioè "Fate i conti" (vale a dire: i giochi di una console a 64 bit sono 4 volte migliori rispetto a quelli di una console a 16 bit), ostentando superiorità nei confronti dei sistemi rivali a 16 bit. Inizialmente le vendite furono soddisfacenti, superando considerevolmente il 3DO Interactive Multiplayer. 
Tuttavia la console si rivelò un fallimento, a causa del fatto che il Jaguar non era semplice da programmare e disponeva di una libreria di giochi composta complessivamente di soli 82 titoli. Il sistema era, inoltre, afflitto da un certo numero di bug dell'hardware, incluso uno nel controllore della memoria, che fermava alcuni dei processori del sistema mentre eseguivano il codice dalla RAM. Era presente inoltre un bug sull'UART. Ma il vero macigno rimaneva la softeca, molte erano infatti le conversioni da console 16 bit e PC, e praticamente solo Atari stessa s'impegnò nel proporre videogiochi tridimensionali e sviluppati ad-hoc per il Jaguar. Gli altri produttori preferirono infatti destinare le loro attenzioni a macchine più potenti e competitive. 
Gli ultimi grandi impedimenti alla diffusione di questa console, furono l'uscita del Sega Saturn, e, soprattutto, della PlayStation. In un'intervista, Sam Tramiel, amministratore delegato di Atari, disse che il Jaguar era molto più potente del Saturn e appena più debole della PlayStation. Affermò che, se la Sony avesse tentato di vendere la Playstation a 250 o 300 dollari, lui l'avrebbe denunciata per concorrenza sleale. Interrogato su ciò che considerava un "prezzo equo" per la Playstation, rispose "500 dollari". Queste dichiarazioni si sono piazzate al terzo posto tra "I 25 eventi più stupidi nella storia dei videogiochi", classifica redatta dal noto portale GameSpy, poiché alla luce dei fatti Sony piazzò sul mercato la PlayStation proprio a 300$, ma nessuna critica o denuncia fu fatta da Tramiel.
In seguito, Atari tentò di screditare queste due console, sostenendo che il Jaguar fosse la sola console a 64 bit, mentre i detrattori del Jaguar sostenevano che questo non era un vero sistema a 64 bit ma solo una coppia di processori a 32 bit che lavoravano in parallelo.

### Dismissione
Nel 1995, alcune indiscrezioni divulgarono che Atari avrebbe sviluppato il Jaguar II, notizia mai ufficializzata.
Nel 1996 la produzione del Jaguar fu interrotta dopo che l'Atari si fuse con la JT Storage, dunque sfortunatamente l'ultimo tentativo di Atari di ritagliarsi uno spazio nel mercato delle console fallì. Pochi giochi vennero ufficialmente sviluppati per il Jaguar, ma la console rimase in commercio fino al 1996.

### Diffusione del codice
Dopo che l'Atari fu acquistata dalla Hasbro Interactive nei tardi anni novanta, la Hasbro rese disponibile nel 1999 il codice di criptatura del Jaguar, aprendo finalmente le porte agli appassionati e ai programmatori amatoriali, permettendo loro di realizzare i propri giochi, programmi e nuovo hardware per Jaguar. Molte software house di videogiochi, tra cui Telegames e Songbird Productions, hanno reso disponibile materiale non ultimato, e altri vari titoli inediti, allo scopo di soddisfare gli appassionati.

## Periferiche
Furono annunciate svariate periferiche tra cui un Voice Modem, e un casco VR, ma le uniche periferiche messe in commercio furono l'Atari Jaguar CD ed il JagLink, quest'ultimo un semplice dispositivo di networking tra console. Prototipi funzionanti delle apparecchiature annunciate esistono (come ad esempio il Jaguar Voice Modem, in una quantità relativamente larga), incluso una versione totalmente funzionante del casco VR, con rilevazione del movimento della testa ad infrarossi, e un adattatore stereo per connettere il Jaguar all'impianto Hi-Fi.

## Dibattito sulle reali capacità
Per competere con le console a 16 bit di SEGA e Nintendo, il Jaguar venne lanciato come console a 64 bit per una scelta di marketing. In passato infatti il numero di bit di una console avevano la stessa importanza pubblicitaria che ha oggi il numero di poligoni renderizzati. In realtà il Jaguar non aveva al suo interno un'unica CPU a 64 bit, utilizzava invece un insieme di processori con un bus di ampiezza variabile da 16 a 64 bit e un motore grafico a 32 bit.
Il numero di bit del Jaguar è ancora al giorno d'oggi fonte di dibattito. Esistono 2 principali teorie tra coloro che hanno familiarità con l'hardware della macchina. Siccome il bus dati principale del Jaguar e alcune CPU sono a 64 bit, alcuni affermano che l'intero sistema è considerabile come a 64 bit. D'altro canto altri affermano che può essere considerato come un ibrido tra un 32 ed un 64 bit.

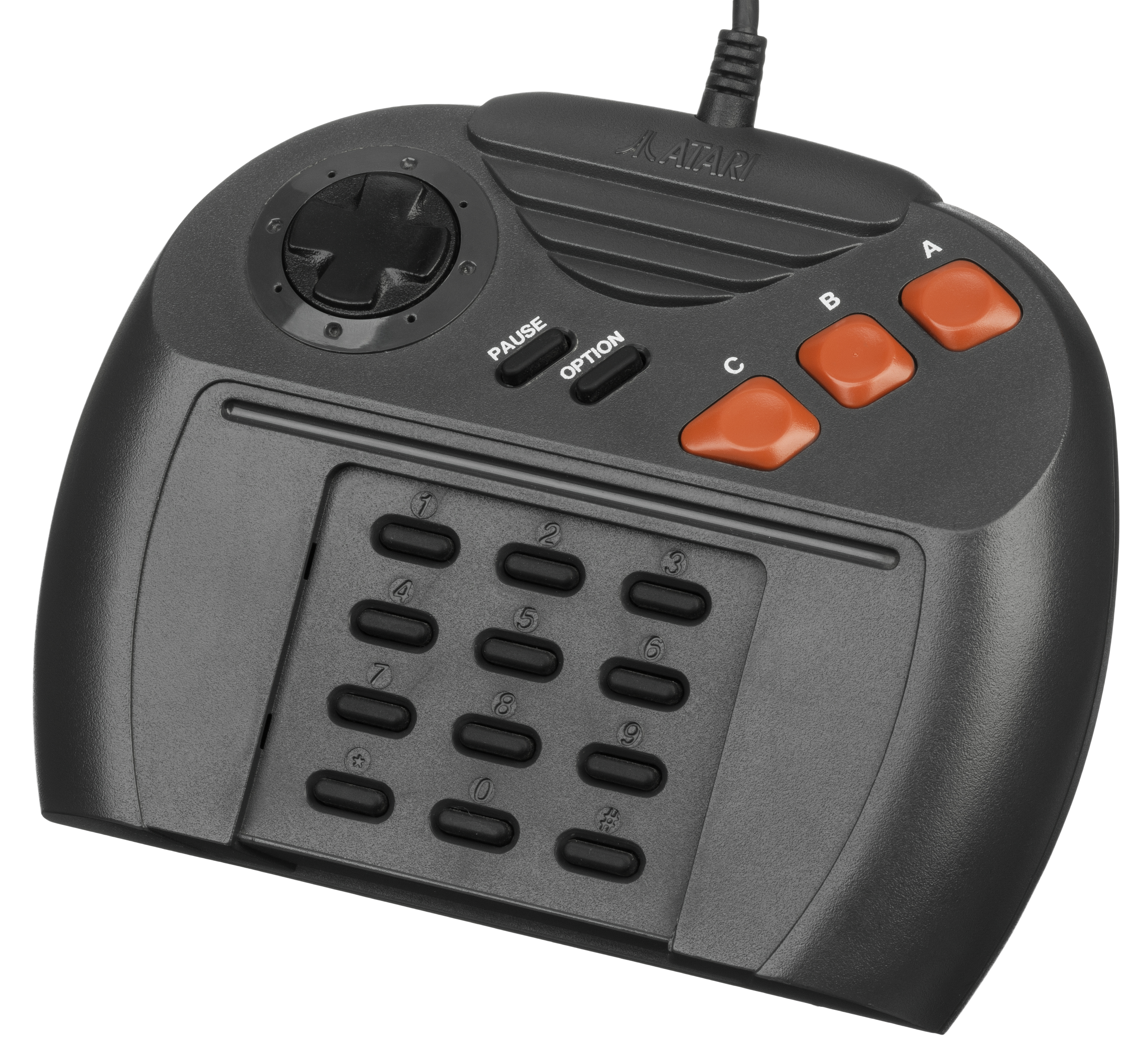
Il controller della console, da molti ritenuto ostico e complesso da adoperare e nel suo design

## Specifiche tecniche
- Central Processing Unit[9]:
  - Tom a 25,59 MHz
  - Performance complessiva in MIPS: 26,59 MIPS[10]
    - Graphics Processing Unit con architettura 32 bit / RISC / 4 Kbyte cache
    - Object 64 bit – non programmabile; può riprodurre una grande varietà di architetture grafiche
    - Blitter 64 bit processor - operazioni logiche ad alta velocità; z-buffering / gouraud shading

  - Jerry a 26,6 MHz
    - Digital Signal Processor con architettura 32 bit / RISC / 8 Kbyte cache
    - Sonoro in qualità CD-ROM stereo 16 bit

  - Motorola 68000 a 13,29 MHz (coprocessore ad uso generalizzato)
- Memoria:
  - 2 MB RAM
- Supporto di memoria:
  - Cartucce elettroniche

## Videogiochi
I giochi pubblicati ufficialmente per Jaguar furono meno di un centinaio, contando anche quelli per Atari Jaguar CD; probabilmente 50 cartucce e 13 CD. Grazie anche all'apertura del sistema c'è però una significativa produzione homebrew.
Secondo una selezione fatta dalla rivista Retro Gamer, i dieci più grandi giochi per Jaguar sono Battlesphere, Protector, Tempest 2000, Gorf Classic (homebrew), Iron Soldier/Iron Soldier 2, Alien vs Predator, Highlander, Rayman, Black Ice/White Noise (prototipo), Missile Command 3D. Tra le migliori conversioni da altri sistemi, Doom, Raiden, International Sensible Soccer, Worms.